# Vaballato
Lucio Giulio Aurelio Settimio Vaballato Atenodoro (latino: Lucius Iulius Aurelius Septimius Vaballathus Athenodorus; arabo: وهب اللات, Wahb Allāt, "dono della dea Allāt"; inizi anni 260 – 273) fu il sovrano del Regno di Palmira.
Succedette al padre Settimio Odenato e regnò sotto la tutela della madre Zenobia, vera detentrice del potere, che lo creò Augusto; il suo regno terminò nel 272, quando l'imperatore romano Aureliano conquistò Palmira.

## Biografia
Il padre di Vaballato, Settimio Odenato, era signore delle province orientali dell'Impero romano. Aveva ricavato una posizione autonoma all'interno dell'impero, cui era formalmente sottoposto, a seguito della sconfitta e cattura dell'imperatore Valeriano da parte del re dei Sasanidi Sapore I: era infatti riuscito a difendere le province orientali dall'invasione sasanide, sconfiggendo Sapore. Il legittimo imperatore, Gallieno, era occupato a sedare le numerose rivolte scoppiate nell'impero dopo la cattura del padre Valeriano e accettò, inizialmente di buon grado e poi sempre meno, l'autonomia di Odenato, che per lo meno gli riconosceva il primato formale.
Alla fine del 267 o forse all'inizio del 268, suo padre, Odenato, a cui l'imperatore, Gallieno, aveva riconosciuto il titolo di re dei re e conferito il titolo di correttore di tutto l'Oriente, fu assassinato, ad Emesa, assieme al figlio Hairan (o Erode o Erodiano) e ad un suo fedele collaboratore, il governatore militare di Palmira, Settimio Vorode.  Furono assassinati da Meonio, cugino o nipote (a seconda delle fonti) di Odenato, su mandato della regina consorte Zenobia.
Poco dopo la morte del re dei re, sua moglie Zenobia proclamò Vaballato nuovo signore di Palmira e sé stessa regina e tutrice, ottenendo così il potere in nome del figlio minorenne, col sogno e l'ambizione non solo di mantenersi autonoma da Roma, ma di creare un impero d'Oriente da affiancare a quello romano.
Gallieno avrebbe voluto regolare i conti con Zenobia, ma fu impedito a recarsi in oriente, sia dall'invasione dei Goti iniziata nel 267, sia dalla grande invasione degli Eruli, del 268. La Vita Gallieni riporta che l'imperatore inviò contro Palmira un suo generale, Aurelio Eracliano, nominato dux della spedizione volta a riprendere il controllo della frontiera con la Persia dopo la morte di Odenato nel 267, ma fu sconfitto dai Palmireni della regina Zenobia e di suo figlio Vaballato. Secondo alcune interpretazioni alternative, questa spedizione non avvenne sotto Gallieno ma sotto il suo successore Claudio il Gotico, o non avvenne affatto.. Comunque alla luce di questi avvenimenti, si rafforzò la convinzione che il regno di Palmira avesse la missione di governare l'Oriente e Zenobia, reggente al posto del figlio Vaballato, prima concluse un accordo con l'imperatore Claudio II il Gotico, che ratificava la situazione creatasi in Oriente cioè i confini del regno di Odenato e, solo dopo la morte dell'imperatore, Claudio, avvenuta nel 270, guidò la ribellione contro l'autorità imperiale. Per i primi anni sua madre Zenobia si era limitata a conservare e rafforzare il regno lasciatole da suo marito (la Cilicia, la Siria, la Mesopotamia e l'Arabia), mantenendo buoni rapporti con Roma.

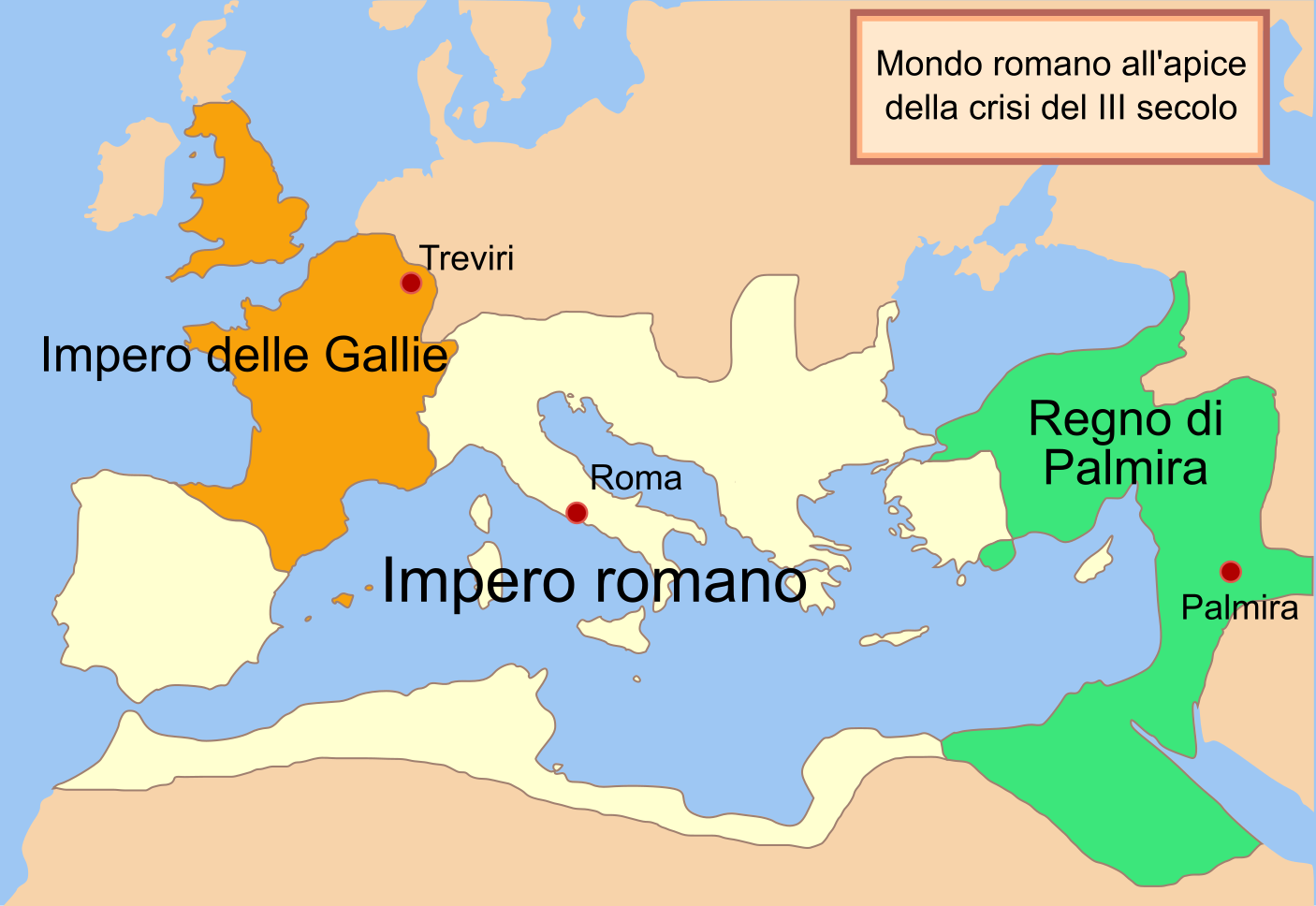
Il Regno di Palmira sotto Vaballato, dopo l'espansione del 270, prima dell'inizio della riconquista di Aureliano (271)

Sua madre Zenobia orchestrò la ribellione contro l'autorità imperiale ed attuando una politica espansionistica, a partire dalla fine del 269, che divenne molto aggressiva, nel 270, dopo la morte per peste dell'imperatore Claudio, Zenobia riuscì ad estendere il potere del suo regno conquistando la Bitinia e l'Egitto, minacciando addirittura il Bosforo.
Nel 270 divenne imperatore Aureliano che, inizialmente riconobbe a Vaballato i titoli di vir clarissimus rex  e imperator dux Romanorum e corrector totius orientis e "Re dei Re", probabilmente derivatigli dal padre, tanto che nel regno di Palmira si batterono monete con da un lato l'effigie di Vaballato, imperator dux Romanorum e dall'altro quella dell'imperatore, Aureliano. Ma, nel 271, risolti i problemi che aveva in Italia, Aureliano decise di ristabilire il controllo romano sulle varie regioni, cominciando dal regno di Palmira.
Il degrado delle relazioni con Roma è testimoniato dalle monete coniate in questa epoca, in cui Vaballato e sua madre sono indicati con il titolo di augusto e augusta rispettivamente.
Le province, Bitinia ed Egitto, conquistate pochi mesi prima da Zenobia furono riconquistate, quasi senza colpo ferire, e l'avanzata di Aureliano continuò senza incontrare resistenza. Le truppe di Palmira, al comando del generale Zabdas, che, composte dai resti di almeno due legioni romane, gli arcieri palmireni e la cavalleria pesante (i clibanarii simili al catafratto persiano), erano state radunate ad Antiochia, allora si mossero incontro all'imperatore, che fu intercettato sulle rive dell'Oronte, dove avvenne la Battaglia di Immae, in cui, Aureliano che, in passato era stato comandante di cavalleria, al primo attacco dei climbanarii, ordinò alla sua cavalleria leggera di arretrare e farsi inseguire sino a quando i cavalli del nemico, appesantiti dalla propria corazza e da quella del cavaliere, furono esausti; allora la cavalleria di Aureliano si arrestò e mise in fuga i clibanarii, mentre la sua fanteria, attraversato l'Oronte, attaccò sul fianco le truppe di Zabdas che così subirono una sconfitta completa.
Zabdas si ritirò ad Antiochia, dove, mentendo, si vantò di aver fatto prigioniero Aureliano. Poi Zenobia e Zabdas, dopo aver lasciato una piccola guarnigione nel presidio fortificato di Dafne, di notte, si ritirarono da Antiochia dirigendosi a Emesa, per poter raccogliere un secondo esercito in modo da fermare Aureliano.
L'imperatore, ben accolto dagli abitanti di Antiochia, attaccò e conquistò Dafne, per proseguire celermente verso Emesa, dove nella piana antistante la città avvenne lo scontro decisivo: con una tattica simile a quella della battaglia di Immae, Aureliano, che aveva ricevuto i rinforzi di truppe mesopotamiche, siriane, fenicie e palestinesi, riportò una grande vittoria contro un esercito, valutato intorno alle 70.000 unità.
Zenobia, aiutata nella fuga dai nomadi del deserto che attaccarono Aureliano , si ritirò nella città, preparandosi a sostenere un assedio, speranzosa nell'arrivo degli aiuti persiani. Aureliano, dopo essersi ripreso, ebbe un momento di esitazione e propose a Zenobia una resa a condizioni molto moderate, che la regina poco saggiamente rifiutò e respinse con linguaggio poco diplomatico, costringendo l'imperatore a impegnarsi maggiormente nell'assedio e ad affrontare con risolutezza le tribù del deserto che vennero a patti (alcune ebbero il lucroso compito di approvvigionare l'esercito imperiale). Allora Zenobia ed il figlio,  cercando la protezione dei Sasanidi, fuggirono a dorso di dromedario, ma furono catturati dalla cavalleria leggera romana, mentre tentavano di attraversare l'Eufrate.
Zenobia e Vaballato dopo la cattura furono riportati a Palmira, che nel frattempo si era arresa ad Aureliano, senza che l'oasi e la città avessero subito alcuna violenza: nel 273 furono inviati a Roma, ma, secondo quanto testimoniato dallo storico bizantino Zosimo, Vaballato morì durante il viaggio.